# جرارد کلاسون
جرارد لزلی ماکینز کلاسون (به انگلیسی:Sir Gerard Leslie Makins Clauson) (زاده: ۲۸ آوریل ۱۸۹۱ و درگذشت: ۱ مه ۱۹۸۴) کارمند، تاجر و شرق‌شناس انگلیسی که بیشتر به خاطر مطالعاتش در شاخه زبان‌های ترکی شهرت داشت. او در مالت به دنیا آمد، او پسر ارشد سرگرد یوجین کلاسون بود، ابتدای فعالیت او با وارد شدن به کالج ایتن آغاز شد که در این زمان او به اصطلاح تبدیل به "کاپیتان مدرسه" شد، در همین سن پانزده شانزده سالگی بود که در مجله انجمن متن پالی "A New Kammavācā" متنی کوتاه و انتقادی را به زبان پالی نوشت. در سال ۱۹۰۶، زمانی که پدرش به عنوان دبیر ارشد در جزیره قبرس منصوب شد، برای تکمیل آموزش خود در مدرسه یونانی، زبان ترکی را به صورت خود آموز یادگرفت.
او در کالج کورپوس کریستی آکسفورد، در رشته کلاسیک تحصیل کرد و مدرک خود را با نمرات بالا دریافت کرد، سپس در سال ۱۹۱۱ بورسیه تحصیلی در زمینه زبان سانسکریت را دریافت کرد. او جوایزی چون جایزه زبان سریانی هال هافمن در سال۱۹۱۳ و جیمز میو محقق عربی در سال ۱۹۲۰ را کسب کرد. در طول جنگ جهانی اول، او در نبرد گالیپولی شرکت جست، اما بیشتر تلاش خود را صرف کسب اطلاعات در مورد سیگنال‌ها، به خصوص کدهای ارتش آلمان و امپراتوری عثمانی کرد.